# Kamananga
Kamananga est un village du Sud-Kivu, en République démocratique du Congo. Il a été le théâtre d'un massacre le 13 mai 2012, au cours duquel trente-deux personnes ont été tuées,,.